# Bloomin'!
«Bloomin'!» es el tercer sencillo de Tommy February6, alter ego de la cantante japonesa Tomoko Kawase. La canción alcanzó el puesto n.º 10 en las listas Oricon.
El sencillo, lanzado el 17 de enero de 2002 por DefSTAR Records, fue utilizado como tema musical en el comercial de la gama Pienne de Shisedo en 2002, anuncio parodiado por la propia Tomoko Kawase en la promoción del sencillo.

## Lista de canciones
1. «Bloomin'!»
2. «Bloomin'!» (ONGAKU MIX)
3. «Bloomin'!» (Original Instrumental)